# ZNF322
ZNF322 (англ. Zinc finger protein 322) – білок, який кодується однойменним геном, розташованим у людей на 6-й хромосомі. Довжина поліпептидного ланцюга білка становить 402 амінокислот, а молекулярна маса — 46 941.
| 10         |  | 20         |  | 30         |  | 40         |  | 50         |
| ---------- |  | ---------- |  | ---------- |  | ---------- |  | ---------- |
| MYTSEEKCNQ |  | RTQKRKIYNV |  | CPRKGKKIFI |  | HMHEIIQIDG |  | HIYQCLECKQ |
| NFCENLALIM |  | CERTHTGEKP |  | YKCDMCEKTF |  | VQSSDLTSHQ |  | RIHNYEKPYK |
| CSKCEKSFWH |  | HLALSGHQRT |  | HAGKKFYTCD |  | ICGKNFGQSS |  | DLLVHQRSHT |
| GEKPYLCSEC |  | DKCFSRSTNL |  | IRHRRTHTGE |  | KPFKCLECEK |  | AFSGKSDLIS |
| HQRTHTGERP |  | YKCNKCEKSY |  | RHRSAFIVHK |  | RVHTGEKPYK |  | CGACEKCFGQ |
| KSDLIVHQRV |  | HTGEKPYKCL |  | ECMRSFTRSA |  | NLIRHQATHT |  | HTFKCLEYEK |
| SFNCSSDLIV |  | HQRIHMEEKP |  | HQWSACESGF |  | LLGMDFVAQQ |  | KMRTQTEELH |
| YKYTVCDKSF |  | HQSSALLQHQ |  | TVHIGEKPFV |  | CNVSEKGLEL |  | SPPHASEASQ |
| MS         |  |            |  |            |  |            |  |            |

A: Аланін

C: Цистеїн

D: Аспарагінова кислота

E: Глутамінова кислота

F: Фенілаланін

G: Гліцин

H: Гістидин

I: Ізолейцин

K: Лізин

L: Лейцин

M: Метіонін

N: Аспарагін

P: Пролін

Q: Глутамін

R: Аргінін

S: Серин

T: Треонін

V: Валін

W: Триптофан

Кодований геном білок за функціями належить до активаторів, фосфопротеїнів. 
Задіяний у таких біологічних процесах, як транскрипція, регуляція транскрипції. 
Білок має сайт для зв'язування з іонами металів, іоном цинку, ДНК. 
Локалізований у цитоплазмі, ядрі.